# Aldobrandinska bröllopet

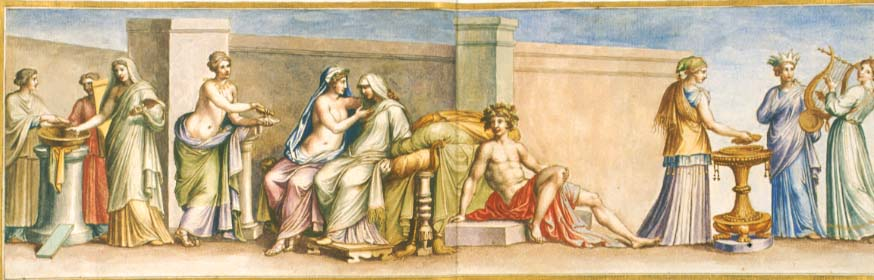
Aldobrandiniska bröllopet

Aldobrandinska bröllopet är en romersk fresk från tiden omkring Kristi födelse. Den hittades 1601 i ett hus från romartiden på Esquilinen i Rom och finns idag i Vatikanmuseerna (Museo storico-artistico). Freskens namn kommer av att den från upptäckten till 1818 var i familjen Aldobrandinis ägo.
Målningen, som är en kopia efter ett försvunnet grekiskt original från det sengrekiska måleriets tid, är plastiskt tänkt och målad i ett slags reliefstil. Den framställer en ung bruds smyckande och hur hon, sittande på sängen, av en gift väninna (tolkat som gudinna Peitho) uppmanas att vänligt motta den på en avsats nedanför längtansfullt väntande brudgummen. Denna väggmålning utgjorde under sekler det yppersta provet på antikens målarkonst, men senare fynd har gjort den rangen stridig.